# Moritz Traube
Moritz Traube (* 12. Februar 1826 in Ratibor, Oberschlesien, heute Racibórz, Polen; † 28. Juni 1894 in Berlin) war ein deutscher Chemiker (physiologische Chemie) und universeller Privatgelehrter.

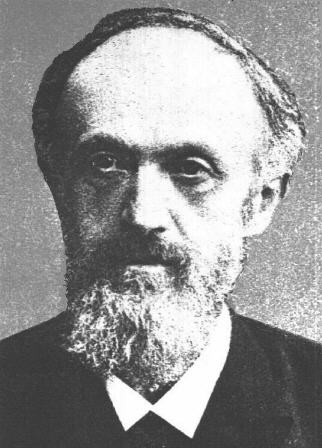
Moritz Traube – Porträt, Quelle: Ber. d. deutschen chem. Gesellsch. 28 (1895) S. 1085

## Allgemeines
Das breite Spektrum von Traubes Schaffen umfasste physiologisch-chemische, medizinische, pflanzenphysiologische und pathophysiologische Fragen, erstreckte sich u. a. auf Hygiene, physikalische Chemie und chemische Grundlagenforschung. Dabei stellte er sich, obwohl nicht an einer Universität, sondern als Weinhändler tätig, erfolgreich gegen Theorien führender Wissenschaftler seiner Zeit (u. a. Justus von Liebig, Louis Pasteur, Felix Hoppe-Seyler, Julius Sachs), und entwickelte experimentell gestützte und für die Forschung bedeutsame Theorien. Die Chemie des Sauerstoffs und dessen Bedeutung für die Organismen war der zentrale Untersuchungsgegenstand und das Verbindungsglied fast aller wissenschaftlichen Arbeiten Traubes.
Moritz Traube war ein jüngerer Bruder des bekannten Berliner Arztes Ludwig Traube, des Mitbegründers der experimentellen Pathologie in Deutschland. Moritz Traubes Sohn Wilhelm Traube entwickelte ein bedeutsames Verfahren zur Purinsynthese. Hermann Traube, ein weiterer Sohn, war Mineraloge.

## Biografische Angaben

### Studium
Der Vater Traubes war ein nicht sehr begüterter jüdischer Weinkaufmann, Enkel eines Krakauer Rabbiners. Das Gymnasium in Ratibor schloss Traube bereits mit 16 Jahren ab. Auf Rat des älteren Bruders Ludwig Traube absolvierte er von 1842 bis 1844 in Berlin ein naturwissenschaftliches Studium.
Er belegte Experimentalchemie bei Eilhard Mitscherlich, Chemie und Stöchiometrie bei Heinrich Rose, Mineralogie bei Christian Samuel Weiss, Physik bei Heinrich Wilhelm Dove und sammelte im chemischen Laboratorium von Karl Friedrich Rammelsberg die ersten praktischen Erfahrungen in der Experimentalchemie. Der starken Anziehung Justus von Liebigs konnte sich der junge Traube nicht entziehen und setzte seine Studien 1844 bis 1845 im praktisch-analytischen Kursus in Liebigs Laboratorium in Gießen fort. Neben Chemie bei Liebig hörte er noch Logik bei Moritz Carrier und Botanik bei Hermann Hoffmann. Von 1845 bis 1847 war er wieder in Berlin und hörte Geognosie bei Heinrich Girard. In dieser Zeit fertigte er seine Dissertationsschrift an, die Eilhard Mitscherlich betreute, und Verbindungen des Chroms zum Gegenstand hatte („De nonnullis chromii connubiis“). Unterstützt wurde er u. a. von Nathanael Pringsheim. Alle Lehrer Traubes bescheinigten ihm in den Zeugnissen großen Fleiß, die Dissertation wurde mit „diligenter elaborate“ und das Examen mit „cum laude“ bewertet. Nach dem Studium war der promovierte Chemiker Traube zunächst 1847/1848 in einer Berliner Färberei tätig. Das Interesse an Wissenschaft und Forschung wurde aber weiterhin durch Ludwig Traube gefördert und nach kurzer Zeit wandte sich Moritz Traube der Medizin zu. 1848/49 studierte er bei Friedrich Schlemm Anatomie, Bänderlehre und Sezierübungen. Weiterhin studierte er Physiologie und vergleichende Anatomie bei Johannes Müller, Pathologische Anatomie bei Rudolf Virchow und Pharmakologie bei Eilhard Mitscherlich. Eine kurze klinische Ausbildung folgte. Er belegte Chirurgie bei Bernhard von Langenbeck, und er hatte Auskultation und Perkussion bei seinem Bruder Ludwig. Das insgesamt außerordentlich breit gefächerte Spektrum der Disziplinen, mit denen sich Traube vertraut machte, war eine wichtige Grundlage für seine universelle Forschung. Die prägenden Wissenschaftler waren Eilhard Mitscherlich, Justus von Liebig und Ludwig Traube.

### Ratiborer Zeit (1849–1866)
Als der als Geschäftsnachfolger des Vaters vorgesehene zweite Bruder Traubes an Diabetes starb, verlangte der Vater Moritz' Rückkehr nach Ratibor. Nach langem innerem Kampf kam Traube der Forderung nach und kehrte in das provinzielle Ratibor zurück. Doch sein Forschertrieb war geweckt und für den Rest des Lebens sollte die Forschung Leidenschaft des jungen Chemikers neben seinem Beruf als Weinhändler bleiben.
In einer im Winter nur unzureichend beheizbaren Bodenkammer, mit den Schwierigkeiten von Zeit- und Geldmangel sowie abgeschnitten vom Wissenschaftsleben, entstand – oft in den Nächten – mit zahlreichen, exakt geplanten und akkurat ausgeführten Experimenten ein umfangreiches chemisch-physiologisches Werk. Traubes Zeitgenossen mussten die Richtigkeit aller seiner vielen Experimente anerkennen.
Auch als Weinhändler hatte Traube Erfolg und brachte es zu materiellem Wohlstand, so konnte er 1864 gemeinsam mit seinem Bruder dem Ratiborer Gymnasium 500 Taler zur Prämierung von Schülern schenken. 1855 heiratete Traube, aus der Ehe gingen drei Töchter und zwei Söhne hervor.

### Breslauer Zeit (1866–1891)
Um die Bedingungen für die Forschung zu verbessern, verlegte Traube sein Geschäft und den Wohnsitz nach Breslau. Er konnte im Labor des befreundeten Theodor Poleck und im Physiologischen Institut von Rudolf Heidenhain arbeiten. Später richtete er sich ein eigenes, gut ausgestattetes Laboratorium ein und konnte sogar Assistenten beschäftigen. Auch die geschäftliche Tätigkeit zeigte vermehrt Früchte, Traube fuhr jedes Jahr in die ungarische Hegyalja, um den Wein selbst zu begutachten und zu kaufen. Zu seinen Kunden zählte u. a. Otto von Bismarck. Im Jahr 1886 trat Traube von der Geschäftsleitung zurück. Er war von 1866 bis 1890 Mitglied der Schlesischen Gesellschaft für vaterländische Kultur und wurde 1884 in das Direktorium gewählt. In Breslau hielt er auch wissenschaftliche Vorträge.

### Berliner Zeit (1891–1894)
Bereits von Krankheit – wahrscheinlich ischämische Herzkrankheit und Diabetes – gezeichnet, kam Traube nach Berlin, wo seine Söhne Hermann und Wilhelm an der Universität tätig waren. Unermüdlich forschte Traube bis in sein letztes Lebensjahr. Traubes Tod wurde von einer breiten Öffentlichkeit wahrgenommen. Er wurde auf dem Friedhof Berlin-Lichtenberg, Gudrunstr. bestattet. Das heute nicht mehr vorhandene Grab wurde mit einer Bronzebüste nach dem Vorbild einer Marmorbüste des bekannten Bildhauers Fritz Schaper versehen. Zuvor hatte Schaper eine Totenmaske und eine Gipsbüste angefertigt. Die Gipsbüste befindet sich im Gipsdepot der Alten Nationalgalerie Berlin.

## Wissenschaftliche Leistungen

### Medizin und klinische Chemie
Traube wies nach, dass die Harnzuckerausscheidung eines Diabetikers nach Aufnahme von Stärke vermehrt und nach Aufnahme von Eiweißen geringer ist. Im Verlauf der Erkrankung nimmt sie zu. Weiterhin zeigte er, dass Diabetiker Fette ungehindert aus dem Darm resorbieren können. Für die Therapie gab Traube damit einen Beitrag zu einer wissenschaftlich begründeten Diät. Für die Diagnostik schlug er vor, statt wie bisher üblich, nur den Sammelurin zu untersuchen, in definierten Zeiträumen die ausgeschiedene Zuckermenge zu bestimmen. Außerdem müsse man den Harnzucker nach der Nahrungsaufnahme und morgens nüchtern messen. Hiermit nahm er elementare diagnostische Prinzipien der heutigen Blutzuckerbestimmung für die Harnzuckeranalyse vorweg. In einer weiteren Arbeit wird die abführende Wirkung von Milchzucker für die Anwendung bei Obstipation untersucht.

### Gärung und Fermentwirkungen
Traubes Hauptwerk, die „Theorie der Fermentwirkungen“ aus dem Jahre 1858, stellt die erste umfassende, konsequent vom chemischen Standpunkt aus erarbeitete und experimentell gestützte Fermenttheorie dar. Mit der Entdeckung der Hefe als lebender Organismus 1837 war für ihn die Frage nach den Mechanismen der Fermentwirkungen nicht gelöst. Traube war ein konsequenter Gegner der vitalistischen Protoplasmatheorie. Er definierte erstmals die Fermente als bestimmte chemische Verbindungen mit Eiweißcharakter und formulierte die Notwendigkeit des direkten molekularen Kontakts von Ferment und Substrat für Enzymwirkungen. Er teilte die Fermente wie heute üblich bereits nach dem Reaktionstyp ein. Es gelang M. Traube, lange vor der Entdeckung der zellfreien Gärung durch Eduard Buchner 1897 die fortbestehende Wirkung pflanzlicher Fermente nach deren Extraktion aus pflanzlichen Zellen nachzuweisen (Guajak-Harz bläuende Wirkung des wässrigen Kartoffelauszugs). Bisher ist in der biochemiehistorischen Literatur unbeachtet geblieben, dass Traube schon qualitative Überlegungen zur Reaktionskinetik anstellte und den reziproken Zusammenhang von Reaktionszeit und Enzymmenge darstellte. Traube führte zur Verteidigung seiner Fermenttheorie einen wissenschaftlichen Streit mit Louis Pasteur und Felix Hoppe-Seyler. Er wendete sich gegen Pasteurs Behauptung, dass Gärung ohne Lebenstätigkeit unmöglich sei. Im Zusammenhang mit diesen Versuchen veröffentlichte Traube erstmals ein Verfahren zur Herstellung reiner Hefe. Mit Hoppe-Seyler geriet Traube über den Mechanismus der Sauerstoffaktivierung bei fermentativen Reaktionen in Kontroverse. Traubes Experimente richteten sich darauf, die Aktivierung des Sauerstoffs durch Fermente als Katalysatoren nachzuweisen und Hoppe-Seylers Hypothese von der Sauerstoffaktivierung durch fermentativ gebildeten naszierenden Wasserstoff zu widerlegen.

### Pflanzenphysiologie und Entdeckung semipermeabler Membranen
Im Jahr 1864 stellte Traube erstmals künstliche, semipermeable Membranen dar, die er als Molekülsiebe erkannte und an denen er die erste experimentell gestützte physikalisch-chemische Theorie des Zellwachstums entwickelte. Die künstlichen Zellen oder Niederschlagsmembranen entstanden aus Leimtröpfchen, die in Gerbsäure durch Wassereinstrom wuchsen. Weitere Membranbildner waren: Kupferacetat, gelbes Blutlaugensalz und Kupfer(II)-chlorid). Membranen, die aus diesen Substanzen entstehen, bildeten die Grundlage für die Erforschung des osmotischen Drucks in wässrigen Lösungen: Wilhelm Pfeffer verwendete traubsche Membranen 1877 für seine Messungen des osmotischen Drucks; 10 Jahre später entwickelte Jacobus Henricus van ’t Hoff aus Pfeffers Ergebnissen eine Theorie des osmotischen Drucks in Lösungen. Traube selbst trug mit eigenen Untersuchungen zur Erforschung von Diffusion und Osmose bei.

### Pathophysiologie, Bakteriologie und Hygiene
Traube leistete auch einen wichtigen Beitrag zur Lehre von den Krankheitsursachen. Zusammen mit einem Assistenten Rudolf Heidenhains bewies er 1874 erstmals im Tierexperiment die Fähigkeit des Organismus, Fäulnisbakterien zu vernichten. In der Ergebnisauswertung grenzte er einerseits chemische Giftwirkung von Infektion mit Mikroorganismen und andererseits pathogene Bakterien von Fäulnisbakterien ab. Außerdem vermutete er erstmals einen Zusammenhang zwischen Infektionsabwehr und aktivem Sauerstoff in Blutzellen. In seiner letzten Arbeit schlägt Traube ein Verfahren vor, Trinkwasser mit Chlorkalk zu entkeimen. Dieses Verfahren hat große Bedeutung erlangt. So wurde 1914 in mehr als 100 Städten der USA das Trinkwasser auf diese Weise behandelt. Durch die US-amerikanische Besatzung nach dem Zweiten Weltkrieg kam das Verfahren nach Deutschland zurück.

### Lehre von der biologischen Oxidation
Traube entwickelte ein einheitliches Konzept von der grundlegenden Bedeutung der inneren Atmung für Wärmebildung, Strukturbildung und -erhaltung sowie Organfunktion. Demzufolge waren nicht nur das Blut, sondern alle Körpergewebe Ort der biologischen Oxidation. Traubes Theorie des Muskelstoffwechsels ist deswegen von Bedeutung, weil er den engen Zusammenhang von Respiration, Muskeltätigkeit und Wärmebildung darstellte und zur Widerlegung der liebigschen Theorie von den Nährstoffen beitrug. Die Substrate der Erzeugung der Muskelkraft waren danach vor allem stickstofffreie Substanzen und nicht ausschließlich Eiweiße. Um den Vorgang der Sauerstoffaktivierung in den Organismen durch Fermente aufzuklären, untersuchte Traube experimentell die Autoxydation (langsame Verbrennung bei niedriger Reaktionstemperatur) und die Aktivierung des Sauerstoffs in der unbelebten Natur. Er charakterisierte dabei die Rolle des Wassers als Reaktionspartner bei langsamen Verbrennungen und kennzeichnete den intermediären Charakter der Wasserstoffperoxidentstehung.

## Wirkungen, Ehrungen und Würdigungen
Mit der konsequenten Anwendung der Chemie auf die Physiologie steht Traube in der Nachfolge Liebigs und an der Seite Hoppe-Seylers.
Traube veröffentlichte 51 Arbeiten, hielt öffentliche Vorträge und wurde in geringem Umfang auch als wissenschaftlicher Lehrer wirksam. Die Schüler von Bedeutung sind Guido Bodländer und sein Sohn Wilhelm Traube. Seine physiologisch-chemischen Konzepte haben die Forschung beeinflusst. Zu Traubes Lebzeiten wurden vor allem seine Leistungen zur Klärung der Rolle der Nahrungsstoffe im Stoffwechsel und die Darstellung der künstlichen, semipermeablen Membranen hervorgehoben. Äußere Zeichen der Anerkennung waren die Verleihung der Ehrendoktorwürde der Medizin durch die Universität Halle-Wittenberg 1867, die Wahl zum Mitglied der Deutschen Akademie der Naturforscher Leopoldina 1885 und die Wahl zum korrespondierenden Mitglied der physikalisch-mathematischen Klasse für das Fach Chemie der Königlich-Preußischen Akademie der Wissenschaften 1886. Louis Pasteur nannte Traube einen „hervorragenden Physiologen und Professor“, ausführliche Würdigungen stammen von August Wilhelm v. Hofmann, Emil Fischer und Ferdinand Cohn. Der Philologe Karl Gotthelf Jacob Weinhold informierte sich über Traubes Leben, Charles Darwin ließ sich 1875 von Traube dessen Arbeiten über die Zellenbildung schicken. Auch die Philosophen waren an Traubes Ergebnissen sehr interessiert, so ließ sich Karl Marx in den 70er Jahren in Karlsbad persönlich mit Traube bekannt machen, da Friedrich Engels über die Dialektik der Natur („Dialektik der Natur“, „Anti-Dühring“), das Verhältnis von Organischem und Anorganischem arbeitete, und Traubes künstliche Zellen als Modell für lebende Pflanzenzellen galten. Als der junge Robert Koch 1876 seine epochale Arbeit über den Milzbrandbazillus als spezifischen Krankheitserreger dem damals führenden Bakteriologen Ferdinand Cohn in Breslau vorführte, war als einer der wenigen Zeugen dieser historischen Stunde Moritz Traube eingeladen, der sich zu diesem Zeitpunkt bereits die Anerkennung der Universitätswissenschaftler erworben hatte.

## Bibliografie
Eine Zusammenstellung sämtlicher Veröffentlichungen Moritz Traubes mit Ausnahme einer Publikation („Über den Milchzucker als Medikament.“) haben seine Söhne Hermann und Wilhelm Traube vorgenommen in:
- Hermann und Wilhelm Traube (Hrsg.): Gesammelte Abhandlungen. Mayer und Müller, Berlin 1899 Digitalisat

Wichtige Einzelveröffentlichungen:
- De nonnullis chromii connubiis. Schade, Berlin 1847 (Berlin, Univ., Phil. Diss., 1847)
- Über die Gesetze der Zuckerausscheidung im Diabetes mellitus. In: Virchow's Archiv f. Path. Anatomie Bd. 4 (1852) 109
- Zur Theorie der Gährungs- und Verwesungs-Erscheinungen, wie der Fermentwirkungen überhaupt. In: Poggendorff, Annal. d. Phys. u. Chem. Bd. 103 (1858) 331
- Theorie der Fermentwirkungen. Ferd. Dümmlers Verlagsbuchhandlung, Berlin 1858 Digitalisat
- Über die Respiration der Pflanzen. In: Monatsberichte der Königlich Preußischen Akademie der Wissenschaften zu Berlin. 1859,  S. 83–94 Digitalisat
- Über die Beziehung der Respiration zur Muskelthätigkeit und die Bedeutung der Respiration überhaupt. In: Virchow's Archiv f. Path. Anatomie Bd. 21 (1861) 386
- Über die Verbrennungswärme der Nahrungsstoffe. Virchow's Archiv f. Path. Anatomie Bd. 21 (1861) 414
- Über homogene Membranen und deren Einfluß auf die Endosmose. Vorläufige Mitteilungen. In: Zentralblatt f. d. med. Wissenschaften Nr. 7 u. 8 (1866)
- Experimente zur Theorie der Zellenbildung und Endosmose. In: Reichert's u. du Bois-Reymond's Archiv (1867)
- Über Fäulnis und Widerstand der lebenden Organismen gegen dieselbe. In: Jahresbericht der Schles. Gesellschaft für vaterl. Cultur (1874) 179
- Über das Verhalten der Alkoholhefe in sauerstoffgasfreien Medien. In: Ber. d. deutschen chem. Gesellsch. 7 (1874) 872
- Zur mechanischen Theorie des Zellwachsthums und zur Geschichte dieser Lehre. In: Botanische Zeitung 36 (1878) Nr. 42, 43, 44
- Über den Milchzucker als Medikament. In: Deutsche Medizinische Wochenschrift Nr. 9 (1881) 113–114
- Über Aktivierung des Sauerstoffs. In: Ber. d. deutschen chem. Gesellschaft 15 (1882) 659
- Über das Verhalten des nascierenden Wasserstoffs gegen Sauerstoffgas. In: Ber. d. deutschen chem. Gesellschaft 16 (1883) 1201
- Über die elektrolytische Entstehung des Wasserstoffhyperoxyds an der Kathode. In: Sitzungsberichte der Königlich Preußischen Akademie der Wissenschaften zu Berlin. 1887 (II), S. 1041–1050 Digitalisat
- Zur Lehre von der Autoxydation (langsamen Verbrennung reducierender Körper). In: Ber. d. deutschen chem. Gesellsch. 22 (1889) 1496
- Zur Geschichte der Lehre von den antiseptischen Eigenschaften der höheren Organismen. In: Zentralblatt für klinische Medizin (1891) Nr. 52
- Einfaches Verfahren Wasser in grossen Mengen keimfrei zu machen. In: Zeitschrift f. Hygiene und Infectionskrankheiten 16 (1894) 149